# 德意志帝国海军法
德意志帝国海军法（德語：Flottengesetze，“舰队法”）是德意志帝国海军在第一次世界大战前进行扩张的法律基础。在战前一共有五条海军法，分别于1898、1900、1906、1908和1912年經德意志帝国国会通过。这些由德皇威廉二世和海军大臣阿尔弗雷德·冯·提尔皮茨大力支持的行动致力于使德意志帝国建立一支能够与英国皇家海军相抗衡的海军。

## 德国的愿景和战略争论

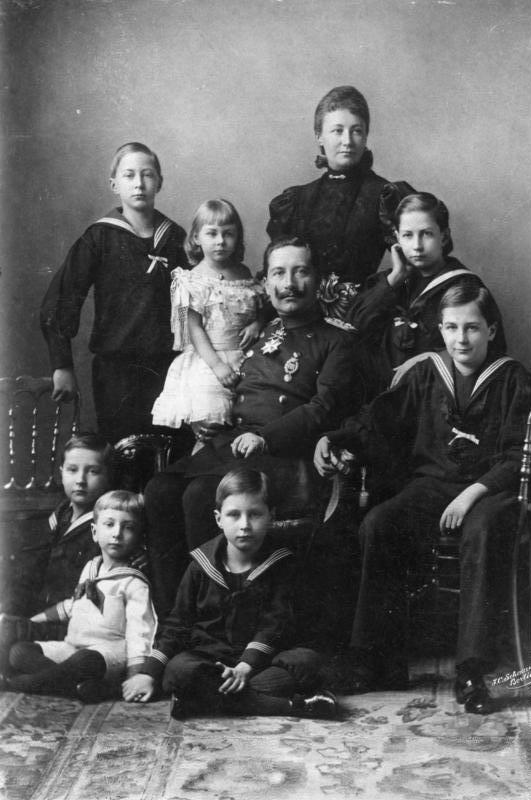
身着海军制服的德皇威廉二世及其家人，摄于1896年。

德皇威廉二世长久以来一直想建立一支庞大的海军力量以确保他对德国人民所承诺的“太陽下的一席之地”。一支强大的帝国海军能够有效助力于获取殖民地，并且能进一步扩大德国在世界的经济和贸易利益。他决心使德国在非洲及太平洋地区成为殖民大国，并且他的军国主义倾向也使得他希望增加德军的实力，尤其是建立一支能够与英国皇家海军相匹敌的海军，正如他在自传中所写道：
“我对海军有一种不寻常的热情。我的英国血统激发了它。年少时期我便钦佩骄傲的英国舰队。直到有一天，建立属于自己的舰队的希望在我心中燃起，令我决定等我成人之后定要建立一支与英国不相上下的海军。”

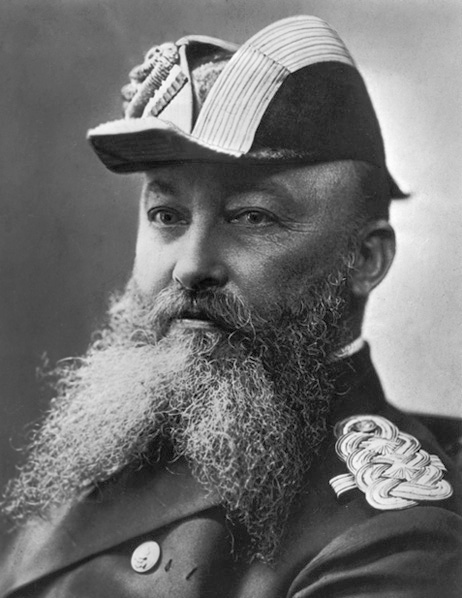
德意志帝国海军之父——阿尔弗雷德·冯·提尔皮茨（1849-1930）

尽管威廉二世着迷于海军，但他最初并不确定德意志帝国海军将发展为以巡洋舰等小型水面舰艇所组成的巡洋舰队或是主要以战列舰组成的大型舰队。他最初被巡洋舰的全球航行能力所吸引，希望德意志帝国国旗能够展现在世界的每一个角落，而这是因其过于庞大而将停泊在北海与波罗的海的战列舰所无法完成的；德意志帝国海军大臣腓特烈·冯·霍尔曼（Friedrich von Hollmann）也赞成此观点，认为售价低廉的巡洋舰更加适应德国注重海防的海上战略。但建造战列舰的主要支持者阿尔弗雷德·冯·提尔皮茨则认为，由于德意志帝国并没有大量海外殖民地与海外煤矿产地，注重巡洋舰作战是没有意义的；相反，德意志帝国海军需要将注意力集中在打造一支仅次于世界最强海军的战列舰队上，因为这将会是德国与世界领先的殖民帝国英国竞争并争取成为世界主导力量的唯一途径。提尔皮茨更进一步宣称，尽管战列舰的航行范围有限，大型战列舰的存在将间接保护德意志帝国在全球的殖民地和商业利益。最终这场辩论以提尔皮茨以接任海军大臣宣示了战列舰队支持者一方的胜利。
在1897年6月15日，提尔皮茨公布了一个改变欧洲历史的计划。他在这份文件中阐述，一支战列舰队是击败世界最强海上力量所必不可少的。之后他亦指出了此计划的风险：如果战列舰是必要的，拥有世界最强海上力量的英国必将成为德国的敌人。提尔皮茨的计划是建立在“风险理论”之上的，也就是说即使德国舰队在吨位上小于英国，它也必须有能力对其造成重大损害，使德国舰队有足够威胁英国海上霸权的力量；并且这种损失将会使另一个潜在德国盟友或英国的敌人的海上力量对英国残余舰队发动突袭并一网打尽。由此，为了避免与德国舰队对抗所带来的巨大损失，英国的外交政策将会对德国今后的殖民和经济上的前进政策显得更加宽容。提尔皮茨认为，这样一个庞大的造舰计划只有在法律所规定的情况下才能运作；这将会使海军提前建造一定数量的船舶从而确保舰队能够不断地建立起来，亦可避免在国会上为了每一艘船只的建造而拨款。因此，这个阶段的首要目标就是制定一系列促使英德关系转变的法律。

## 海军法出台
在19世纪与20世纪之交，英国保持所谓的“双倍标准”：皇家海军的力量必须等于世界第二加上世界第三海军吨位的总数。这个长期被非正式接受的标准是由1889年出台的“海防法”公布的，并将法国和俄国舰队定为公海上的最大潜在对手；但提尔皮茨所倡导的德意志帝国海军法却在此时开始威胁此标准的安全性。
德意志帝国国会于1897年引入的第一条海军法规定了舰队船级的构成和需要在1904年前建造完毕的舰艇的数量，以及费用限额。它批准了一个不会被国会投票所更改的固定舰船数量，意图在未来三年内建造16艘舰船。此计划于1898年3月26日压过了国会内保守党与社民党反对在海军上花费巨额资金的声浪并顺利通过。此计划所造成的后果并不立竿见影，因为计划中将要建造的7艘战列舰并不足以与英国甚至是法国海军交战。
德意志帝国海军对皇家海军的真正威胁始于第二条海军法。在第二次布尔战争（1899-1902）期间，德国人对布尔人显示了巨大的同情，认为身为荷兰人后裔的布尔人与德意志人具有种族与文化的相似性。1900年1月，于公海上巡逻的英国巡洋舰队在非洲海岸扣留并搜查了3艘德国邮轮，怀疑他们有携带物资予布尔人之嫌。尽管英方对此事迅速道歉，德方却被此事激怒；海军上将提尔皮茨更在此时引进了一个新海军法案，并且于同年6月20日在国会内以极少的反对票通过。此法案将在1901至1917年这17年内使舰队规模乘以二倍：从19艘战列舰增加至38艘战列舰，其中包括2艘旗舰，4个每个包含8艘战列舰的中队和4艘预备战列舰。这项法案明确指出，德意志帝国海军的目标绝不仅仅是为了打破仅限于海防的规模而建造一支强大的战列舰队（德意志帝国海军也在此扩张中成为世界第二的海军）；它更是要以英国皇家海军作为扩张的主要针对者。
在接下来的12年中，德意志帝国国会分别于1906，1908和1912年通过了三项海军法；在各种情况下，提尔皮茨都利用德国的危机感和恐惧感来确保立法的成功。1906年6月，由于德国未能在阿尔赫西拉斯会议上打破英法俄三国协约，新出台的第三条海军法规定建造六艘大型巡洋舰。在1908年4月，被英王爱德华七世和英国海军试图封锁德国的危机感所激发而通过的第四条海军法则将德意志帝国海军战列舰的退役年龄从25年削减至20年；1911年，由于德国在摩洛哥危机中的失败，第五条海军法于次年6月通过，并将在届时再增加3艘战列舰。

## 英国的反应

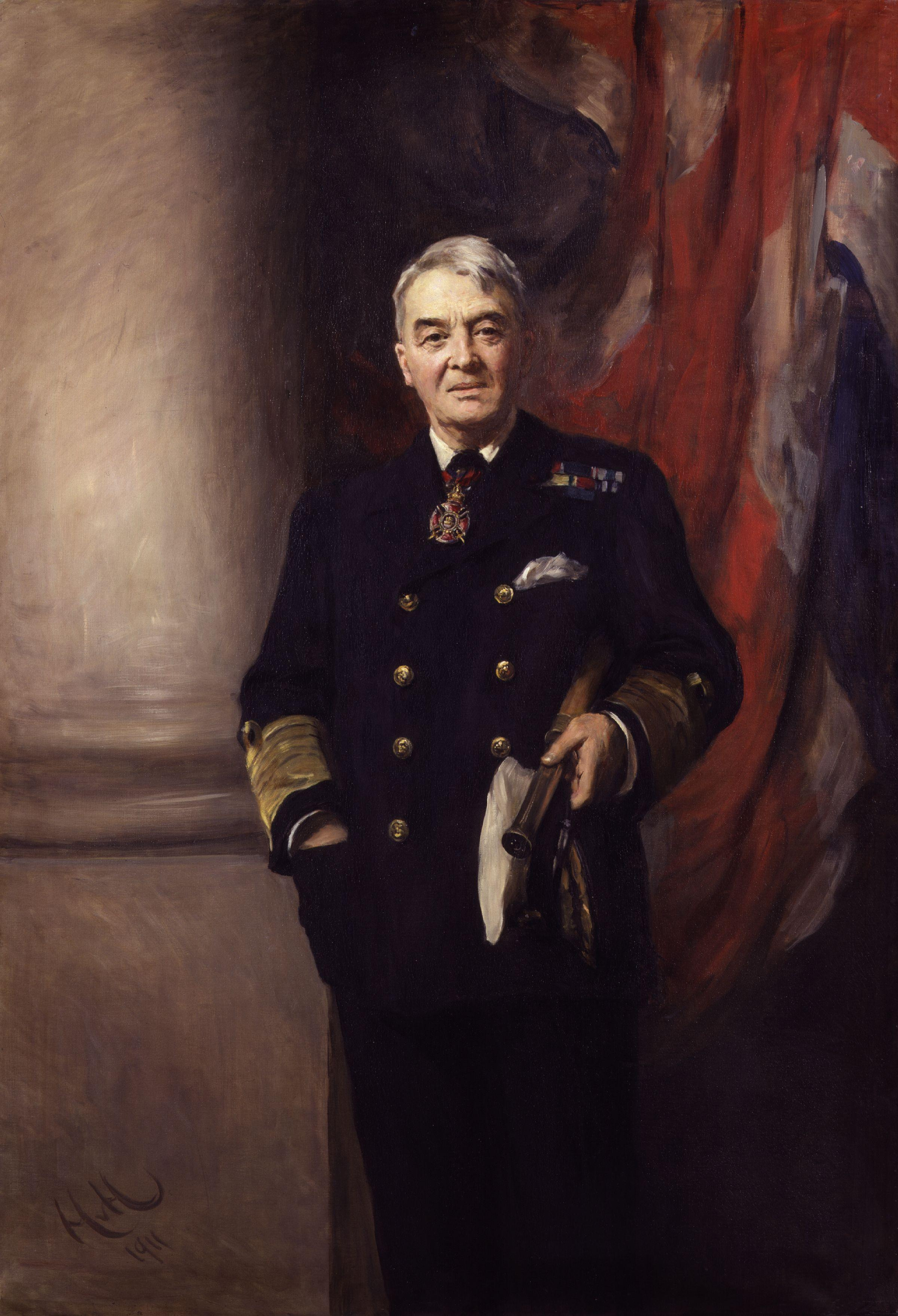
約翰·費舍爾男爵。

英国在整个19世纪90年代都以法俄两国舰队而非德国舰队为潜在目标而大规模造舰，德国则更多的被视为英国的盟友而非敌人。但是随着德意志帝国海军的扩张，第二条海军法开始让联合王国忧心忡忡。德意志帝国海军的扩张威胁到了英国对海洋的控制，而这不仅是维护大英帝国，更是维护英伦三岛安全的必要，因为英国的海上霸权早已阻止了任何入侵其本岛的可能性。正如1901年11月15日，第一海军大臣塞尔伯恩爵士通知总理索尔兹伯里勋爵和其他英国内阁成员所说的：
“德国的海军政策是明确且持久的。德皇认为德国的力量将在全球被用以促进德国的商业及财产利益；因此他们必须提高海军力量，以便在这之后拥有比现在更利于他们的英德海军实力比较。这个政策的结果在于，德国将会在我们可能会与法国或俄国进行的战争中处于外交霸主地位.....在这政策出台之后，那些目睹过德国海军的海军军官们都拥有这种想法。”
在1902年10月的一份内阁文件中，塞尔伯恩爵士详细阐述了德意志帝国海军对英国的威胁：
“德国对新型舰队计划的审批越多，德国舰队是为了与英国舰队对抗而设计的事实就越清楚。它不可能被设计为在未来可能与俄法进行的战争中扮演主角，因为这场战争的结果只能由陆军决定；而德国在海军上的巨大支出则是德国蓄意削弱德国在与俄法对抗中所能获得的军事实力。”
由此，英国开始转变外交和海军政策来应对德国的威胁。从1902年起，英国海军部在其所主张的“双倍标准”的推动下另兴建了6艘战列舰，使其战列舰数量超过了俄法两国海军的总数，让英德海軍造艦競賽开始发展起来。在外交上，于1902年成立的英日同盟和两年后与老对手法国人所签订的两国协约彻底结束了英国长久奉行的“光荣孤立政策”。随着1907年英俄协约的签署，德国对海上封锁的恐惧成为了现实。
在于1904-1910年担任第一海务大臣的约翰·费舍尔爵士的推动下，皇家海军进行了一次革命性的突破。自1902年秋伊始，费舍尔爵士把德国看成英国的主要海上敌人，并重组舰队使得最强大的战舰将被分配至与德意志帝国海军作战。本土舰队被改名为海峡舰队，并被派指至英吉利海峡附近执行任务；而位于直布罗陀的前海峡舰队则被重新制定为大西洋舰队。4艘来自地中海舰队和4艘来自中国舰队（位于英属香港）的战列舰将被派指至海峡舰队，将其扩充至17艘战列舰的规模；而来自大西洋舰队的8艘战列舰则随时可以北上调遣至英吉利海峡或者东进至地中海。

## 五条海军法所要求达到的标准

### 1898年海军法：于1898年4月10日签署[21]。
舰队将达到以下规模：
1艘舰队旗舰；
2个中队，每个拥有8艘战列舰；
2个分队，每个拥有4艘海岸铁甲舰；

国王号战列舰于1913年3月1日下水。

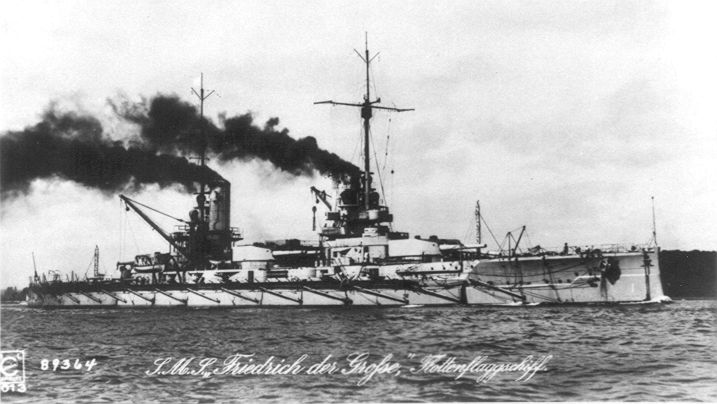
腓特烈大帝号战列舰于1911年6月10日下水，在战争期间长期作为公海艦隊的旗舰。

6艘重型巡洋舰和16艘轻型巡洋舰担任家园舰队的侦查任务；
3艘重型巡洋舰和10艘轻型巡洋舰用以执行海外任务。
额外舰船储备：
2艘战列舰；
3艘重型巡洋舰；
4艘轻型巡洋舰。
舰船退役年龄：
战列舰与海岸铁甲舰役期25年；
重型巡洋舰役期20年；
轻型巡洋舰役期15年。
总计（将在1903年前完成）：
19艘战列舰（现有12艘，另外7艘计划建造或在建）；
8艘海岸铁甲舰（现有8艘）；
12艘大型巡洋舰（现有10艘，另外2艘计划建造或在建）；
30艘轻型巡洋舰（现有23艘，另外7艘计划建造或在建）。

### 1900年海军法：于1900年6月14日签署[23]。
本土舰队将要到达以下规模：
2艘舰队旗舰；
4个中队，每个包含8艘战列舰；
8艘重型巡洋舰；
24艘轻型巡洋舰。
海外舰队将要到达以下规模：
3艘重型巡洋舰；
10艘轻型巡洋舰。
额外舰船储备：
4艘战列舰；
3艘重型巡洋舰；
4艘轻型巡洋舰。
舰船退役年龄：
战列舰役期25年；
重型巡洋舰役期20年。
（维持1898年海军法中的规定）
总计（将于1920年完成）：
38艘战列舰（另有11艘计划或在建）；
14艘重型巡洋舰（另有2艘计划或在建）；
38艘轻型巡洋舰（另有8艘计划或在建）；
96艘鱼雷艇，分为16支中队，每支中队含有6艘鱼雷艇。
*战列舰与海岸铁甲舰合并。

### 1906年海军法：于1906年5月19日签署。
无较大变动，在1900年版的基础上给海外舰队新增5艘重型巡洋舰，给舰船储备增加1艘重型巡洋舰，另增加48艘鱼雷艇。

### 1908年海军法：于1908年3月27日签署。
无其他变动，在1906年版的基础上将战列舰役期从25年削减至20年，以推动更现代化战列舰的建造；同时命令以战列巡洋舰代替计划或在建的重型巡洋舰。

### 1912年海军法：于1912年5月21日签署[26]。
本土舰队将要到达以下规模：
1艘舰队旗舰；
5支中队（3支随时待命，2支备用），每支包含8艘战列舰；
10艘重型巡洋舰（8艘待命，2艘备用）；
30艘轻型巡洋舰（18艘待命，12艘备用）。
海外舰队将要到达以下规模：
8艘重型巡洋舰；
10艘轻型巡洋舰。
驱逐舰队将具有以下规模：
3艘向导舰；
108艘鱼雷艇；
54艘潜艇。
舰船储备：
36艘鱼雷艇；
18艘潜艇；
1艘向导舰。
总计：
41艘战列舰（3艘计划或在建）；
18艘重型巡洋舰；
40艘轻型巡洋舰（2艘计划或在建）；
4艘向导舰；
144艘鱼雷艇；
72艘潜艇（役期12年）。